# EVA1A
EVA1A (англ. Eva-1 homolog A, regulator of programmed cell death) – білок, який кодується однойменним геном, розташованим у людей на короткому плечі 2-ї хромосоми.  Довжина поліпептидного ланцюга білка становить 152 амінокислот, а молекулярна маса — 17 470.
| 10         |  | 20         |  | 30         |  | 40         |  | 50         |
| ---------- |  | ---------- |  | ---------- |  | ---------- |  | ---------- |
| MRLPLSHSPE |  | HVEMALLSNI |  | LAAYSFVSEN |  | PERAALYFVS |  | GVCIGLVLTL |
| AALVIRISCH |  | TDCRRRPGKK |  | FLQDRESSSD |  | SSDSEDGSED |  | TVSDLSVRRH |
| RRFERTLNKN |  | VFTSAEELER |  | AQRLEERERI |  | IREIWMNGQP |  | EVPGTRSLNR |
| YY         |  |            |  |            |  |            |  |            |

A: Аланін

C: Цистеїн

D: Аспарагінова кислота

E: Глутамінова кислота

F: Фенілаланін

G: Гліцин

H: Гістидин

I: Ізолейцин

K: Лізин

L: Лейцин

M: Метіонін

N: Аспарагін

P: Пролін

Q: Глутамін

R: Аргінін

S: Серин

T: Треонін

V: Валін

W: Триптофан

Кодований геном білок за функцією належить до фосфопротеїнів. 
Задіяний у таких біологічних процесах як апоптоз, автофагія, поліморфізм. 
Локалізований у мембрані, ендоплазматичному ретикулумі, лізосомі.